# 細民
| ウィキペディアには「細民」という見出しの百科事典記事はありません（タイトルに「細民」を含むページの一覧/「細民」で始まるページの一覧）。 代わりにウィクショナリーのページ「細民」が役に立つかもしれません。 |